# Ruonalammit
Ruonalammit är sjöar i Finland. De ligger i kommunen Ijo i landskapet Norra Österbotten, i den centrala delen av landet, 600 km norr om huvudstaden Helsingfors. Arean är 12,7 hektar och strandlinjen är 3,61 kilometer lång. Sjön  ingår i Bottenvikens kustområde. 